# 船沼站
船沼站（日语：／ Funanuma eki */?）是位於秋田縣平鹿郡雄物川町沼館八掛（現時：橫手市雄物川町沼館八掛），羽後交通橫莊線的鐵路車站（廢站）。

## 歷史
- 1928年（昭和3年）7月11日：橫莊鐵道沼館站至館合站之間開設此站[1][2][3][4]。當時只有客運業務[4]。
- 1944年（昭和19年）6月1日：公司改名為羽後鐵道。此線的名稱定為橫莊線。使此站成為羽後鐵道橫莊線車站[1][2][5]。
- 1947年（昭和22年）
  - 7月23日：當區發生暴雨，使路基和橋腳被損，橫莊線整段暫停營業，此站也暫停營業[3][6]。
  - 7月29日：橫手站至館合站之間重開，此站重開[3][6]。
- 1952年（昭和27年）2月15日：公司改名為羽後交通。使此站成為羽後交通橫莊線車站[1][2][3][5]。
- 1969年（昭和44年）1月16日：橫莊線沼館站至館合站之間廢除，此站也被廢除[1][2][3][5]。

## 車站構造
截至廢站前，此站是地面車站，設有1面1線的單式月台。月台在路軌的西邊（老方方向的列車會開啟左邊車門）。此站沒有轉轍器，不可進行列車交會。
此站是無人車站，沒有站舍。月台西邊出入口附近設有候車室。

## 車站周邊
車站周邊都是稻田。
- 秋田縣道13號湯澤雄物川大曲線（日语：秋田県道13号湯沢雄物川大曲線） - 部分路軌遺址變成了此道路。
- 雄物川

## 現狀
在2002年（平成14年）3月，雄物川町（當時）在車站遺址附近道路一角，建立了一塊白色紀念碑，碑上刻上了「橫莊線 船沼停留所跡」和此站的歷史。在2007年（平成19年）5月和2010年（平成22年）10月仍然存在。
截至2007年（平成19年）5月和2010年（平成22年），此站附近的路軌遺址均變為道路。。

## 相鄰車站
羽後交通
橫莊線
沼館－船沼－館合

## 注腳
1. 1 2 3 4  《日本鉄道旅行地図帳 全線全駅全廃線 2 東北》（監修：今尾惠介，新潮社，2008年6月發行）43頁。
2. 1 2 3 4  《新 鉄道廃線跡を歩く1 北海道・北東北編》（JTB出版，2010年4月發行）222頁。
3. 1 2 3 4 5 6 7 8  《新 消えた轍 3 東北》（著：寺田裕一，Neko出版，2010年8月發行）25-28,30-31頁。
4. 1 2 3  《私鉄の廃線跡を歩くI 北海道・東北編》（著：寺田裕一，JTB出版，2007年9月發行）165頁。
5. 1 2 3 4 5 6  《私鉄の廃線跡を歩くI 北海道・東北編》（著：寺田裕一，JTB出版，2007年9月發行）82-85頁。
6. 1 2  《RM LIBRARY 61 羽後交通横荘線》（著：若林宣，Neko出版，2004年9月發行）16-17頁。
7. 1 2 3 4 5 6  《RM LIBRARY 61 羽後交通横荘線》（著：若林宣，Neko出版，2004年9月發行）6,10頁。
8. 1 2  《新 鉄道廃線跡を歩く1 北海道・北東北編》（JTB出版，2010年4月發行）203頁。

## 相關項目
- 日本鐵路車站列表 Fu